# Giovanni Maironi da Ponte
Giovanni Antonio Maironi da Ponte (Bergamo, 28 febbraio 1748 – Bergamo, 29 gennaio 1833) è stato uno scienziato e scrittore italiano.

## Biografia
Appartenente ad un'importante e antica famiglia bergamasca, intraprese fin da giovane gli studi dimostrando una propensione verso le materie umanistiche e una predilezione nei confronti di quelle scientifiche.
Intraprese ben presto attività finalizzate alla valorizzazione delle sue conoscenze, tanto da assumere ben presto ruoli di tutto rispetto nella società di allora. Ricoprì la carica di preside presso il liceo di Bergamo, oggi liceo classico "Paolo Sarpi", e di membro dell'accademia di scienze naturali e di toponimia.
Ma gli incarichi che lo resero celebre furono quelli commissionatigli dai vari governi che si sono succeduti in quegli anni nel nord Italia.
Difatti i veneziani prima, i francesi poi, e infine gli austriaci, commissionarono al Maironi da Ponte numerosi incarichi, che gli valsero addirittura l'acquisizione del titolo nobiliare.
Questa onorificenza, donata dagli austriaci, rappresentava un caso più unico che raro per uno scienziato, poiché in quel tempo i titoli nobiliari venivano acquistati mediante versamento di ingenti somme: ciò non fece altro che accrescere il prestigio di Giovanni Maironi da Ponte.
Egli lavorò per tre regimi differenti, e verso ognuno di questi ebbe un atteggiamento improntato sulla correttezza, sull'impegno e sull'onestà. In tal senso le parole di Bortolo Belotti ci spiegano l'indole del Maironi da Ponte.
Tra le sue fatiche merita menzione il riordino delle carte dei confini della bergamasca, avvenuto nel 1795 per ordine del Senato, che gli affidò il ruolo di cancelliere della camera dei confini. Il risultato fu un inventario tanto preciso quanto dettagliato da essere ancora oggi utilizzato.
Nel corso dell'anno 1802 fu inoltre scelto come rappresentante della Repubblica Cisalpina presso la consulta di Lione.
Compì numerosi studi in ambito geologico, studiando le miniere di Gorno e Dossena, e pubblicò opere tuttora tenute in considerazione negli studi storici riferiti alla terra orobica: a tal riguardo Le osservazioni sul dipartimento del Serio, in cui analizza e riporta statistiche ed eventi riconducibili alla Val Seriana e il Dizionario odeporico, in cui descrive minuziosamente abitudini, storia, geografia ed economia di tutti i paesi della bergamasca, compresi alcuni della Val Camonica che in quel tempo era amministrata dalla città orobica, raccontano in modo attendibile la realtà della bergamasca nei primi anni del XIX secolo. Il tutto viaggiando e raccogliendo personalmente notizie e dati raccontando con entusiasmo le bellezze della natura e il patrimonio artistico, citando tra le altre l'opera  di Giovan Battista Moroni del 1561-62 Madonna in trono con Santi Giacomo e Giovanni, presso la Chiesa Parrocchiale di Vall'Alta.
Fu anche l'amore per la natura e la montagna a portarlo a studiare le zone dell'alta valle Seriana e il piano del Barbellino, che gli permisero di essere considerato uno dei pionieri dell'alpinismo a cui i fondatori del CAI hanno cercato di rifarsi.
A lui è intitolato un istituto di istruzione secondaria a Presezzo, che comprende liceo scientifico e istituto tecnico-commerciale.

## Opere principali
- Osservazioni sul Dipartimento del Serio, 1803.
- Acque minerali della provincia bergamasca, 1804.
- Dizionario Odeporico o sia Storico-Politico-Naturale della Provincia Bergamasca, Bergamo, Stamperia Mazzoleni, 1819-1820.